# ويليام شارب (سياسي)
ويليام شارب (بالإنجليزية: William Sharpe)‏ هو محامي وسياسي أمريكي، ولد في 13 ديسمبر 1742 في الولايات المتحدة، وتوفي في 6 يوليو 1818. انتخب عضو مجلس نواب كارولينا الشمالية.